# Kingda Ka
Kingda Ka là hệ thống tàu lượn siêu tốc thép đặt tại Six Flags Great Adventure ở Jackson, New Jersey. Kingda Ka được công nhận là hệ thống tàu lượn cao nhất thế giới và nhanh nhất thế giới vào ngày 21 tháng 5 năm 2005. Nó được thiết kế và xây dựng bởi Stakotra, . Các tay đua phải cao ít nhất 54 inch (137 cm). Tàu được phóng bởi cơ chế phóng thủy lực và đạt vận tốc 128 dặm Anh trên giờ (206 km/h) trong 3,5 giây. Ở cuối đường phóng, đoàn tàu leo lên tháp Top Hat, đạt đến độ cao là 456 foot (139 m), theo sau là một cú rơi 418 foot (127 m) và trải dài trên một đoạn đường dài 3.118 foot-long (950 m) ở cuối chuyến đi.